# Crystal Moselle
Sierra Ditson « Crystal » Moselle, née le 1er août 1980 à San Francisco (Californie), est une réalisatrice américaine. 

## Biographie
Née à San Francisco, Crystal Moselle fréquente le lycée Tamalpais à Mill Valley, en Californie, d’où elle sort diplômée en 1998. Par la suite, elle étudie le cinéma et l'animation à l'École d'arts visuels de New York.

## Filmographie

### Cinéma
- 2015 : The Wolfpack
- 2016 : That One Day
- 2018 : Skate Kitchen

### Séries télévisées
- 2020–2021 : Betty[2],[3]

### Documentaires
- 2017 : Our Dream of Water
- 2021 : L'Envers du sport : Caitlyn Jenner